# Anders Jahan Retzius

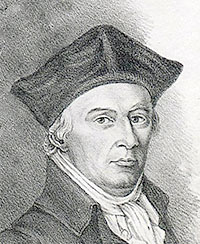
Anders Jahan Retzius

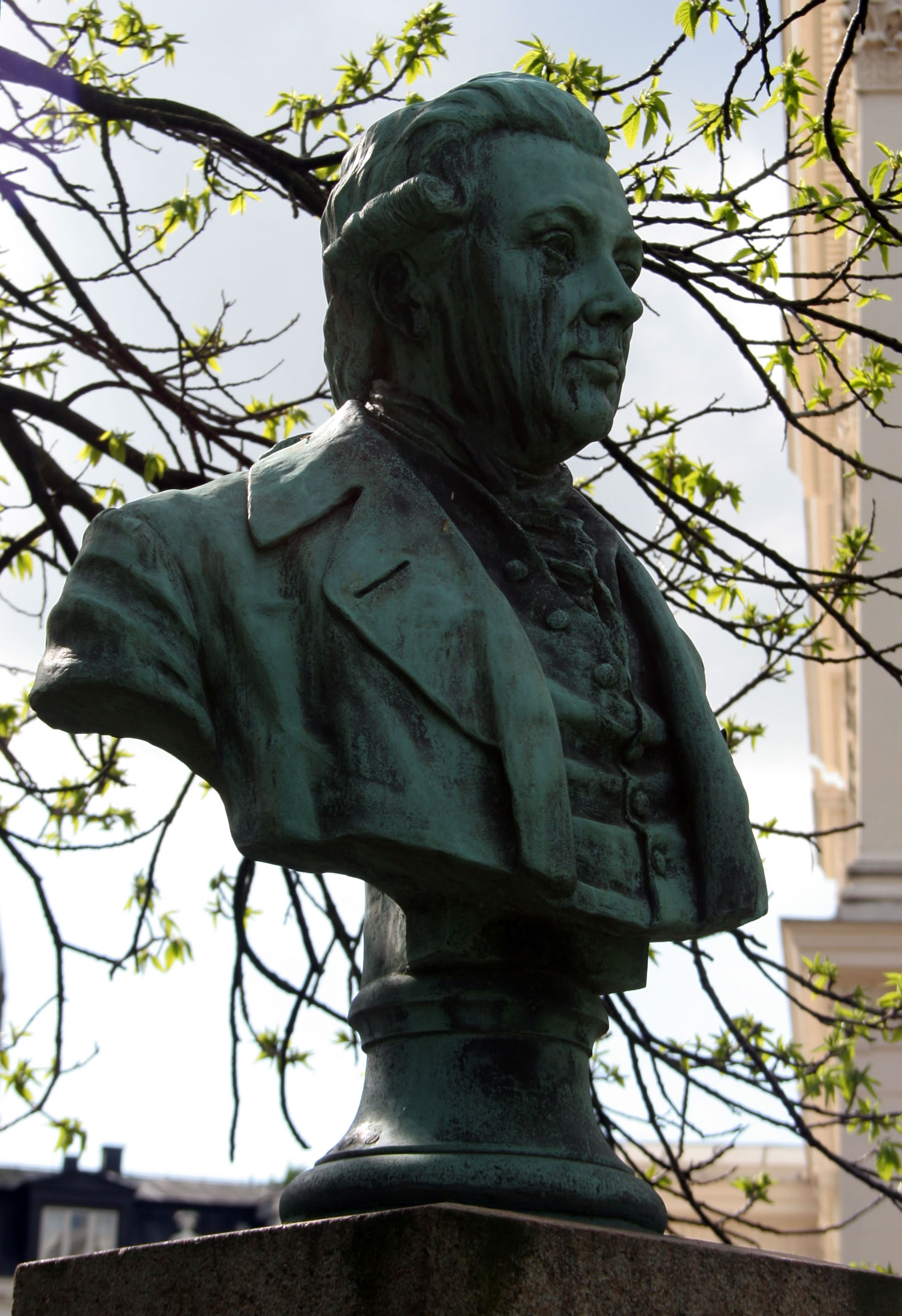
Büste von Anders Jahan Retzius vor dem Hauptgebäude der Universität Lund

Anders Jahan Retzius (* 3. Oktober 1742 in Kristianstad; † 6. Oktober 1821 in Stockholm) war ein schwedischer Naturforscher. Sein offizielles botanisches Autorenkürzel lautet „Retz.“ Wie sein Sohn Anders Adolf Retzius wird er oft nur Anders Retzius genannt.

## Leben
Retzius gehörte einem alten Priestergeschlecht an, dessen Name vom See Ressen in der Provinz Kalmar län abgeleitet war. Er war der Sohn des Bezirksarztes Nils Retzius (1712–1757). Er studierte von 1758 bis 1759 an der Universität Lund, doch aufgrund ökonomischer Schwierigkeiten musste er sein Studium zeitweilig aufgeben und als Apotheker arbeiten. 1762 gründete er in Simrishamn eine Apotheke. Nachdem er diese an Linder Ballenstedt verkauft hatte, nahm er das Studium wieder auf und wurde 1764 zum Dozenten der Chemie ernannt und 1766 erhielt er den Doktortitel. 1767 wurde er zusätzlich Dozent für Naturgeschichte. Zwischen 1768 und 1772 war er bei der schwedischen Bergbaubehörde in Stockholm angestellt. Gleichzeitig erhielt er den Auftrag, ein Buch zur Arzneimittelkunde zu schreiben, das 1769 fertiggestellt war (Korrt begrepp af grunderna till Pharmacien).
Zurück in Lund stiftete Retzius 1772 die dortige Physiographische Gesellschaft, nachdem er bereits 1771 in Abwesenheit zum Adjunkt in Naturgeschichte ernannt worden war. Durch die Gründung der Gesellschaft entfachte er neues Leben im Gebiet der Naturwissenschaften. 1777 wurde Retzius zum außerordentlichen, 1787 zum ordentlichen Professor ernannt und folgte Erik Gustaf Lidbeck nach dessen Pensionierung 1795 in seinem Posten für Naturgeschichte und Ökonomie. 1798 wurde ihm die Lehrtätigkeit in Chemie übertragen. 1821 begann seine offizielle Dienstrente, doch er kümmerte sich noch längere Zeit um den botanischen Garten der Universität. Außerdem schenkte Retzius der Universität seine Sammlungen an vorgeschichtlichen Steinwerkzeugen und Naturpräparaten, wodurch er großes Ansehen bei seinen Kollegen erlangte.
Linné soll Anders Retzius als einen seiner besten Lehrjungen betrachtet haben. Zum Beispiel war Retzius der Erste, der den zoologischen Funden in schonischen Torfmooren Beachtung schenkte. Von seinen wissenschaftlichen Werken können folgende Bücher als repräsentative Beispiele genannt werden.
- Inledning till djurriket, Einleitung zum Tierreich (Stockholm, 1772),
- Observationes botanicae (Leipzig, 1778–1791),
- Florae Scandinaviae prodromus (Stockholm, 2 Bände, 1779),
- Försök till mineralrikets uppställning, Versuch zur Aufteilung des Mineralreichs (Lund, 1795; deutsche Übersetzung 1798),
- Faunae Sueciae a Linné inchoatae pars I (Leipzig, 1800),

1782 wurde er Mitglied der Königlich Schwedischen Akademie der Wissenschaften, ab 1778 der Königlichen Wissenschafts- und Gelehrsamkeitsgesellschaft in Göteborg sowie ab 1812 der Königlich Schwedischen Akademie für Forst- und Landwirtschaft. Des Weiteren gehörte er mehreren internationalen wissenschaftlichen Vereinigungen an. 1792 wurde er in die Deutsche Akademie der Naturforscher Leopoldina gewählt.
Retzius mit seit dem 10. Juli 1792 mit Ulrika Beata (geborene Prytz) verheiratet, mit der er mehrere Söhne hatte. Niels Matthias Retzius (* 1793), Magnus Christian Retzius (1795–1871), Anders Adolf Retzius (1796–1860) und Carl Gustaf Retzius (1798–1833), sowie der ältere Bruder des Priesters und Autoren Lorens Kristoffer Retzius (1745–1818).

## Taxonomische Ehrung
Ihm zu Ehren wurde die Gattung Retzia Thunb. der Pflanzenfamilie der Stilbaceae benannt.